# Culinária da Alemanha

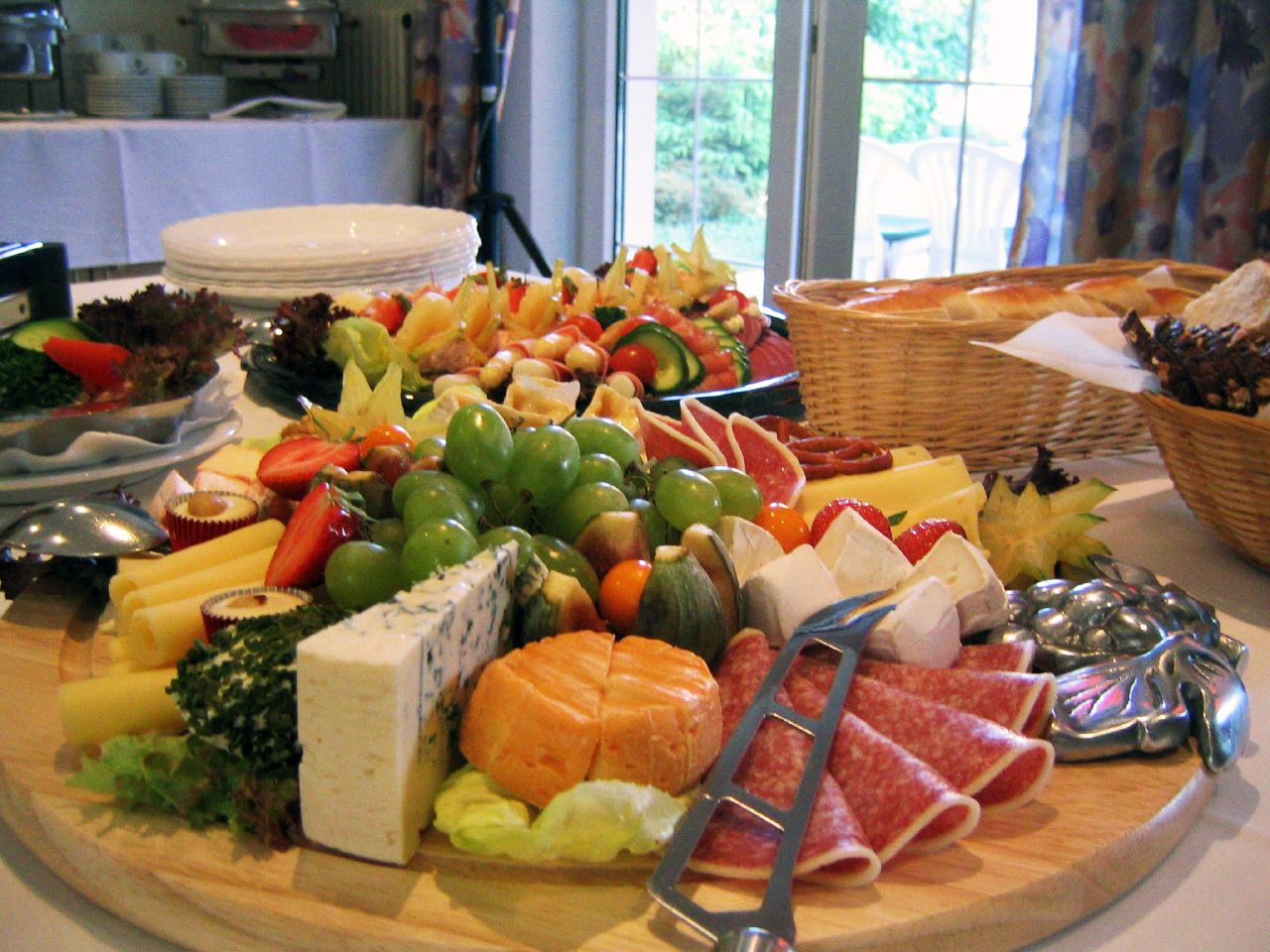
Um queijo típico e buffet de carnes frias, servido em festas privadas.

A culinária da Alemanha varia de região para região. As regiões do sul da Alemanha (Suábia, Baviera, etc.), por exemplo, compartilham uma cultura culinária com a Suíça e com a Áustria. A carne de porco, bovina e de aves são as principais variedades de carne consumida na Alemanha, sendo a carne de porco a mais popular. Alimentos orgânicos ganharam uma quota de mercado de cerca de 3,0%, e deverão aumentar ainda mais.
Um ditado popular alemão tem o significado: "Tomo o café-da-manhã como um imperador, almoço como um rei e janto como um mendigo". O café-da-manhã é geralmente uma seleção de pães e baguetes com geleia e mel ou carnes frias e queijo, por vezes acompanhado de um ovo cozido. Cereais ou granola com leite ou iogurte é menos comum, mas generalizado. Mais de 300 tipos de pão são vendidos em lojas de panificação em todo o país.
Como é um país com muitos imigrantes, a Alemanha adotou muitos pratos da cozinha internacional em sua cozinha e hábitos alimentares diários. Pratos italianos como pizza e massas, pratos turcos e árabes, como Döner Kebab, Faláfel e Narceja que estão bem estabelecidos, especialmente nas cidades grandes. Cadeias internacionais de hambúrguer, bem como restaurantes chineses e gregos, são comuns. Culinária indiana, tailandesa, japonesa, e outras cozinhas asiáticas ganharam popularidade nas últimas décadas. Aos nove restaurantes de alto nível na Alemanha, o guia Michelin concedeu três estrelas, a maior denominação, enquanto outros 15 receberam duas estrelas. Restaurantes alemães tornaram-se os segundos mais consagrados do mundo, depois dos  restaurantes da França.

## Pães
Na Alemanha, o pão é sem duvida o alimento básico. Viajando pelo país, pode-se encontrar em toda a Alemanha cerca de 400 qualidades de pães diferentes e cerca de 1200 variedades de pães.

## Porco
Ao longo dos séculos o porco foi sempre um recurso ideal de carne, servindo simultaneamente para aproveitamento de restos. Na idade média, o porco ficava solto nas pastagens e nos pátios das quintas mas, a partir do século XIX, começou a ser engordado nos currais, pois a banha era muito procurada. Só depois da segunda guerra mundial, e para responder a novos hábitos alimentares, começaram a ser criados porcos mais magros.  Estes tinham metade da quantidade de toucinho dos seus antepassados, em compensação possuíam mais carne. Na Baviera, por exemplo, esfrega-se com cerveja, na Renânia com alho e outras receitas recomendam que se tempere com rábano, bagos de zimbro ou noz-moscada.

## Salsichas
As salsichas desempenham um papel muito importante na economia doméstica dos alemães, cortadas em rodelas e simplesmente comidas com pão.  As salsichas são normalmente feitas com carne, toucinho, miudezas, sal e outros temperos. Os outros ingredientes são cortados muito miúdos, bem misturados e introduzidos em tripa. As salsicharias procuram criar novos tipos de salsichas, como a salsicha de carne decorada com desenhos de animais, própria para crianças. Em todas as regiões, a carne é muitas vezes comida em forma de salsicha. Mais de 1 000  diferentes tipos de salsichas são produzidos na Alemanha.

## Batatas
No final do século XVI já existiam na Alemanha batatas, embora ainda só como belas plantas ornamentais nos jardins dos mais abastados. O verdadeiro valor deste tubérculo só foi descoberto nas regiões sul e oeste da Alemanha durante a guerra dos 30 anos (1618-1648), enquanto que a Prússia só chegou por volta 1720, levado pelos agricultores do Palatinado. Mais tarde, o rei da Prússia, Frederico II (1740-86), alcunhado o "Velho Fritz", incentivou o cultivo em grande escala desta planta a fim de mitigar a fome que reinava por todo o país. A salada de batata, conhecida como Kartoffelsalat, é hoje popular por todo o país.

## Couve
Um legume muito apreciado pelos alemães é a couve, o que deu origem ao facto de terem no estrangeiro a alcunha de couves, "Kraut". A couve branca, também conhecida como repolho, tem um papel importante (Chucrute, em alemão Sauerkraut).

## Torta ou bolo doce

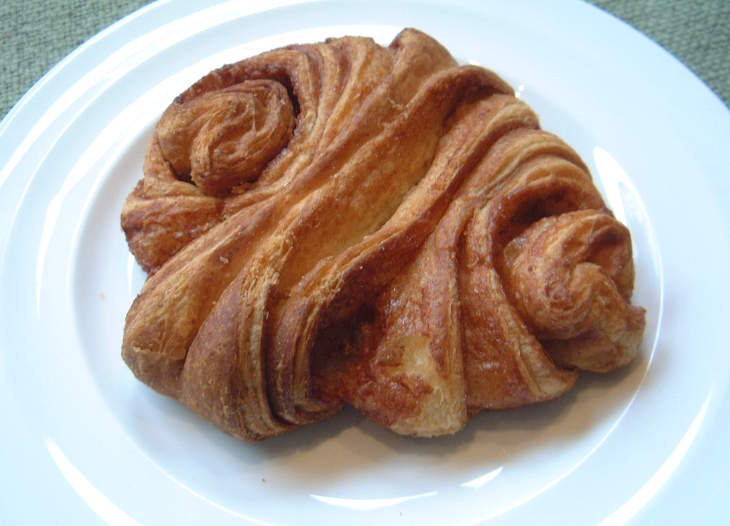
Franzbrötchen

Um dos bolos mais populares da Alemanha é o bolo feito de cerejas da Floresta Negra. Na Alemanha, as assim chamadas tartes são bolos salgados, típicos na Alsácia (Região Franco-Germânica).
Na região de Hamburgo, é popular o Franzbrötchen, um bolo preparado com massa folhada, manteiga e canela.

## Vinhos
Para uma Europa representada classicamente pelos vinhos tintos italianos, franceses, espanhóis e portugueses, a viticultura alemã oferece uma alternativa em que ocorre a predominância dos vinhos brancos. Grosso modo, os atuais vinhedos da Alemanha acolhem 65% de castas brancas e 35% de tintas. Dentre as brancas destacam-se Riesling, Müller-Thurgau, Silvaner, Kerner, Scheurebe e Bacchus.

## Bebidas
Apesar de vinho estar se tornando mais popular em muitas partes da Alemanha, a bebida alcoólica nacional é a cerveja. O consumo de cerveja alemã por pessoa está em declínio, mas, em 116 litros por ano, ele ainda está entre os mais altos do mundo. As variedades de cerveja incluem Alt, Bock, Dunkel, Kölsch, Lager, Malzbier, Pils e Weizenbier. Entre os 18 países ocidentais pesquisados, a Alemanha foi classificada na 14ª posição na lista de consumo per capita de refrigerantes em geral, enquanto o país ocupa o terceiro lugar no consumo de sucos de frutas. Além disso, a água mineral gaseificada e Schorle (esse misturado com suco de frutas) são muito populares na Alemanha.